# Rellotge de sorra

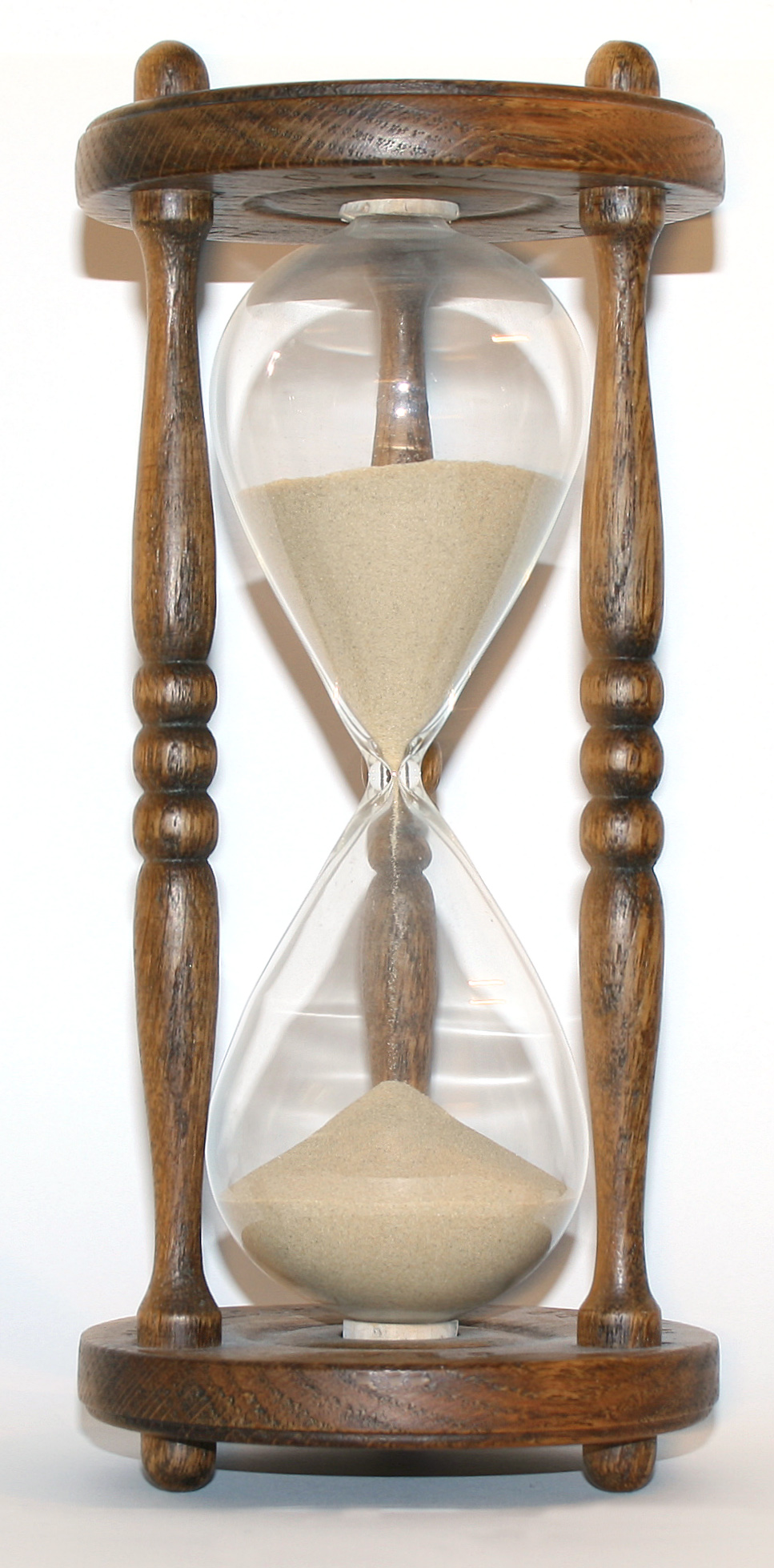
Rellotge de sorra sobre un suport de tres potes

El rellotge de sorra és un instrument mecànic que serveix per a mesurar un determinat transcurs de temps, des del moment en què la sorra comença a caure del receptacle o bulb superior a l'inferior, fins que acaba de fer-ho, i només requereix l'energia potencial de la gravetat per al seu funcionament. El seu ús també era comú en la navegació (ampolletes nàutiques).
Atès que el període que mesura és fix, encara que amb lleugeres variacions, actualment està en desús, substituint el rellotge de polsera per a conèixer l'hora, i el cronòmetre per a mesurar el temps necessari transcorregut entre dos esdeveniments.

## Història

### Antiguitat

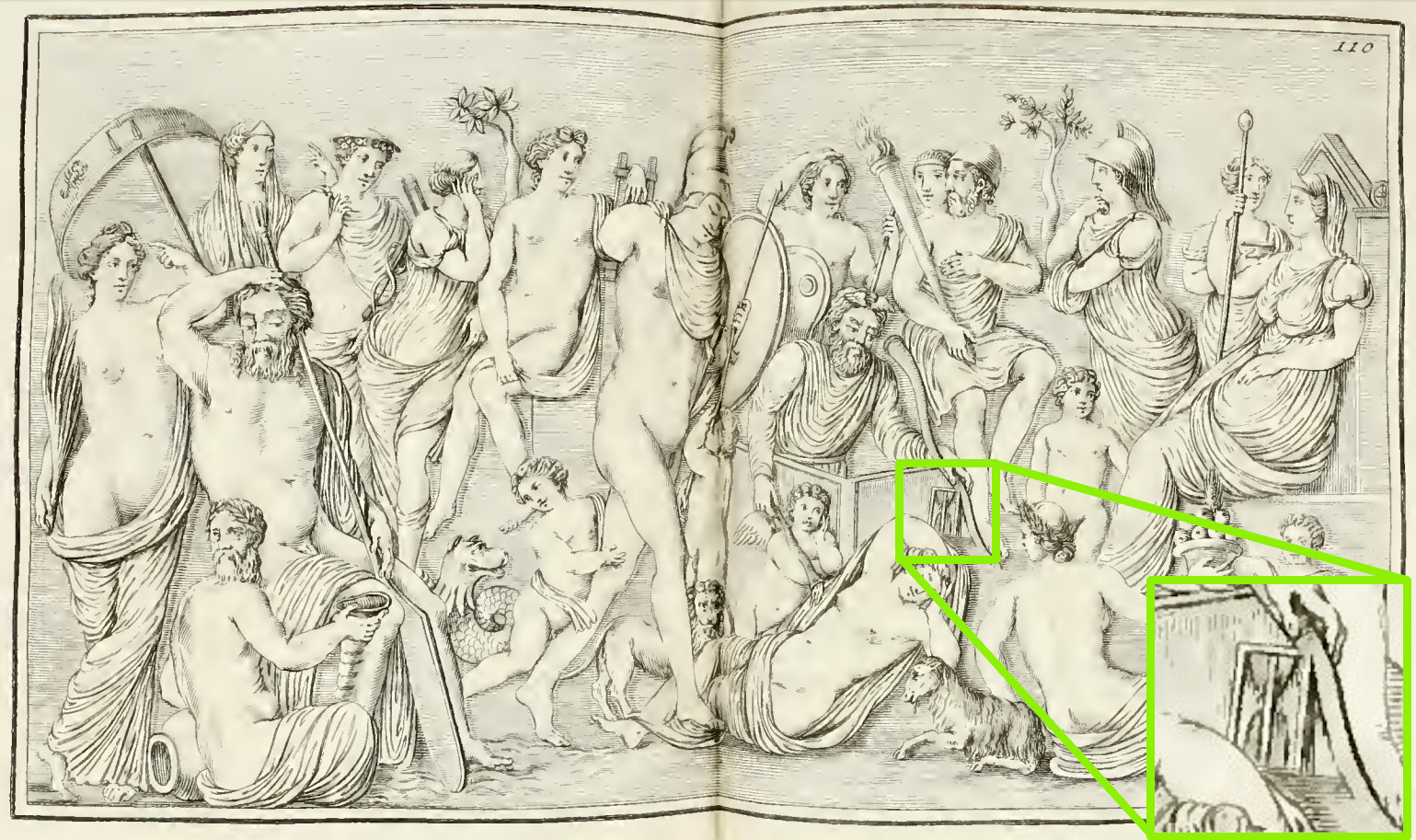
Sarcòfag (350 dC), que representa les noces de Peleus i Tetis (ampliació amb la clepsamia en mans de Morfeo)

Al contrari que el seu predecessor, la clepsidra o rellotge d'aigua, l'origen remot de la clepsamia (rellotge de sorra) no és clar, es creu que la seva invenció va poder tenir lloc en l'antic Egipte.
- Segons l'Institut Americà de Nova York, la clepsamia va ser inventada a Alexandria al voltant del 150 aC.[3]

- Segons el Diari de l'Associació Britànica d'Arqueologia les anomenades clepsamies estaven en ús abans de l'època de Sant Jeroni (335 dC), a qui se sol representar amb una calavera i una clepsamia, entre altres símbols.[4]

- La representació més antiga d'una clepsamia conservada fins als nostres dies es troba en un sarcòfag del 350 dC., en les seves parets hi ha un baix relleu que representa les noces de Peleus i Tetis. Va ser descobert a Roma al segle xvii, i estudiat per  Winckelmann al segle xix,[5] qui va comentar que hi havia una clepsamia a les mans de Morfeu.[6][7]

### Edat mitjana

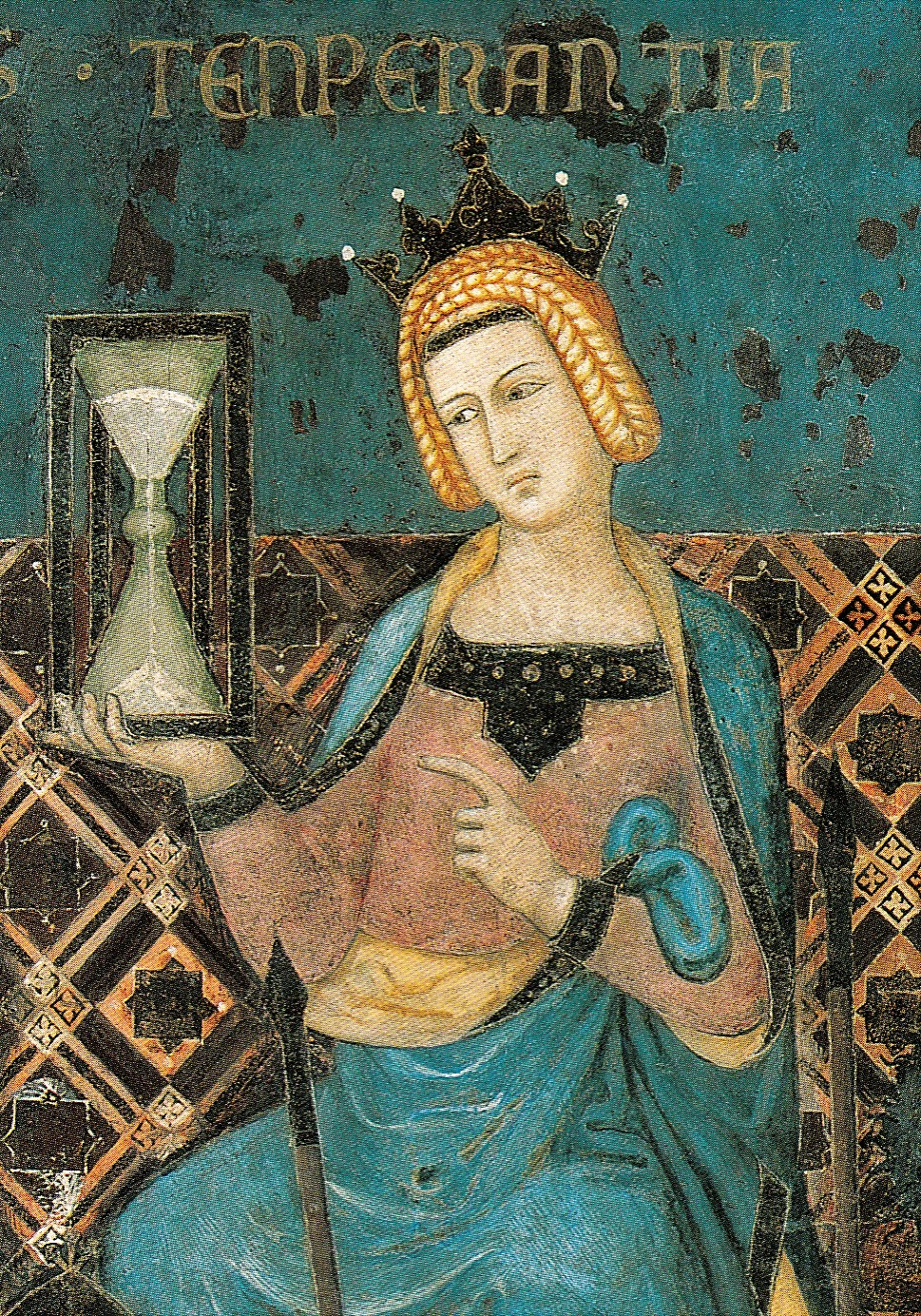
Temprança amb un rellotge de sorra; Al·legoria del Bon Govern 'detall de Lorenzetti ", 1338

Des de l'època romana desapareix per complet dels registres històrics fins que es torna a introduir en l'Europa medieval.
Avui dia una gran part de científics especialitzats en l'estudi de les formes de mesurar el temps considera que les ampolletes nàutiques medievals, igual que les típiques de sorra, són un invent català que va sorgir al segle x, i que al segle XII els venecians van aprendre el procés de fabricació i en van produir. Les referències documentades clares apareixen a l'època de Ramon Llull (segles XIII i XIV). El gran historiador de la navegació David Watkin Waters afirma que els rellotges de sorra, sigui o no per a ús marítim, tenen un origen català.
Durant el segle XIV el seu ús es va massificar. Una de les imatges medievals més antigues d'un rellotge de sorra podria ser una representació del 1338 en el fresc Al·legoria del Bon Govern d'Ambrogio Lorenzetti.

### Edat Moderna
En l'època colonial, a les Amèriques, els rellotges de sorra es feien servir molt, però a partir dels primers rellotges de campanar van perdre importància i la van començar a guanyar als vaixells com a instrument de navegació (funció que van mantenir durant 400 anys). Antigament s'usava en els vaixells per a mesurar espais de temps de mitja hora. Els mariners encarregats per a escurçar la guàrdia a vegades giraven l'ampolleta abans que es buidés del tot, acció que es coneixia com "menjar sorra". Avui dia en general, es fan servir rellotges de sorra d'1 a 5 minuts.

### L'ampolleta en la navegació
Les ampolletes d'hores o ampolletes nàutiques, un altre tipus de rellotge de sorra, també van sorgir a Catalunya de la mateixa manera al segle X. Atès que la humitat del mar impregnava la sorra (alterant-ne la durada), es va acabar substituint la sorra per un element suposadament menys higroscòpic: closca d'ou triturada, etc.. i fins i tot pols de plom.
En la navegació de llarga distància a través de l'oceà obert, l'ampolleta per mesurar lapses de temps era un instrument tan important com la brúixola per conèixer la direcció. Portava la quantitat de sorra adient per mesurar un lapse de temps de mitja hora, cada buidatge de tota la sorra s'anomenava una "ampolleta", i vuit ampolletes (quatre hores), definien una "guàrdia". La brúixola i l'ampolleta, juntament amb el registre al diari de bord, de la velocitat mesurada amb la corredora, permetia al navegant traçar la posició del seu vaixell sobre una carta de navegar. Multiplicant la velocitat pel temps que s'havia mantingut el rumb, donava la distància navegada, i la brúixola mostrava la direcció del rumb al qual es navegava. Aquest és el mètode simple que s'anomena navegació per estima (abreviatura de càlcul estimat).
Fins a començament del segle xix, en què es va poder navegar amb les distàncies lunars, la navegació per estima, contrastada de tant en tant amb la mesura de la latitud amb el quadrant (bastó de Jacob, astrolabi, octant) va ser l'únic sistema a l'abast dels navegants per navegar el globus, d'aquí que l'ampolleta fos tan important pels navegants, tot i que a terra ferma per saber l'hora, ja feia més de quatre-cents anys que es feien servir rellotges mecànics (a part dels de sol i les clepsidres).

## Aplicacions actuals

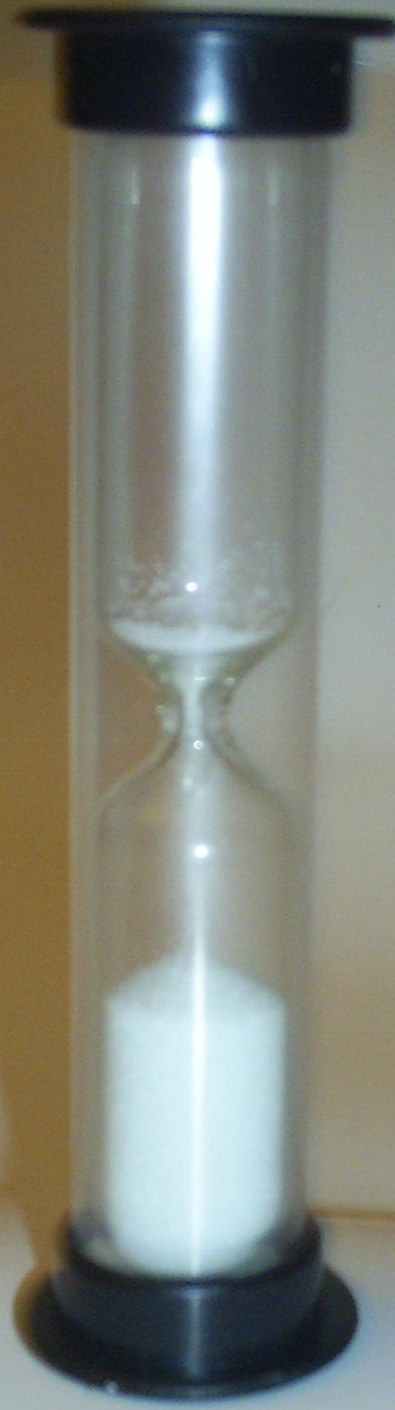
Rellotge de sorra de 3-minuts per bullir ous

Actualment, són generalment petits: s'utilitzen amb fins decoratius i per mesurar el temps en diverses activitats quotidianes, com ara el temps d'una lectura de comprensió, temps en arreglar-se per sortir de la casa, de descans breu o, fins i tot, en algun programa de TV s'utilitza per mesurar el temps dels concursants en torn. Molts jocs de taula inclouen petits rellotges de sorra que mesuren períodes curts.
També hi ha rellotges de sorra compostos de diversos nivells o en paquet de diversos en un mateix contenidor que, encara que tenen similar grandària, mesuren diferents períodes. Són més comuns de trobar aquells que mesuren períodes útils de temps com 5, 10, 15 o 30 minuts.
Un ús comú i familiar és el control de la cocció dels ous amb rellotges de 3 minuts. El rellotge de sorra també s'utilitza en jocs de taula per a mesurar els torns de joc, permetent una partida més fluïda i donant temps als jugadors per planificar les seves accions.

## Mecanisme
Està format per una peça tridimensional de vidre transparent en forma de 8, composta per dos receptacles o bulbs rodons de les mateixes dimensions, a l'interior s'ha de col·locar sorra fina, omplint-se entre la meitat i tres quarts de la capacitat d'un dels bulbs, ja que per norma no ha de quedar ple cap dels bulbs per al correcte funcionament del dispositiu. Tots dos receptacles estan comunicats entre si per un orifici estret al centre.
Aquesta peça de vidre es complementa per un contenidor de metall o fusta, compost per dues bases cilíndriques en plans paral·lels que, normalment, s'uneixen mitjançant tres pilars, el que permet posar el rellotge verticalment, de manera fixa, per a ser utilitzat.
La sorra es col·loca al superior i es va deixant que caigui per la força de la gravetat per l'orifici estret del centre fins a l'altre recipient. Sempre caurà en un temps determinat, que és el que mesura el rellotge. Quan hagi caigut del tot, es pot girar el rellotge i començar un altre període idèntic.
L'orifici estret del centre permet que la sorra es llisqui a un ritme lent constant: conforme al bulb superior es va buidant, l'inferior s'omple, a poc a poc, evitant que passi tota la sorra de cop, la qual cosa no tindria utilitat.

## Funcionament

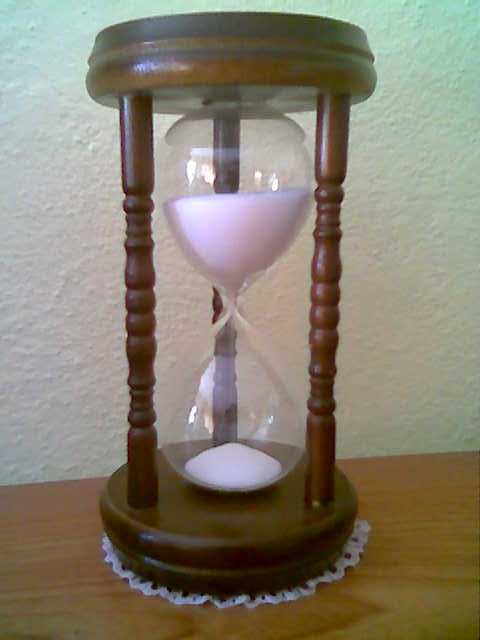
Rellotge de sorra de 15 minuts.

Encara que hi ha rellotges de sorra de tres o més nivells, i rellotges de sorra compostos, aquí només es fa referència al rellotge de sorra comú de dos nivells i el seu funcionament és com es descriu a continuació:
A l'inici, el bulb inferior roman estàtic carregat de sorra, mentre que el superior roman buit, en aquest moment no està en ús el rellotge. Quan es volteja el rellotge de tal manera que el bulb que conté sorra quedi dalt, s'inicia el compte del temps requerit i la sorra comença a fluir cap al bulb inferior buit per acció de la gravetat.
La superfície superior de la sorra del bulb pot quedar d'inici horitzontal, o bé en un pla oblic (és a dir, inclinat), la qual cosa no té rellevància, ja que en qualsevol cas el temps que triga a passar tota la sorra és aproximadament el mateix. A la il·lustració s'observa que la sorra va quedar carregada lleugerament del costat dret.
Durant el transcurs de temps que la sorra flueix del recipient superior a l'inferior, es realitza l'activitat desitjada, i en veure la quantitat de sorra que ha fluït en l'interior del rellotge, es té una idea aproximada de quant temps falta per acabar, i quant ha transcorregut, o si ja es va acabar el temps, la qual cosa constitueix el principal propòsit del mecanisme, o simplement se li preveu per entreteniment, en aquest cas s'adverteix que en el receptacle inferior es va formant un petit munt de sorra i en el superior un buit en aquesta, mentre flueix una fina capa de sorra de forma cilíndrica cap a la part inferior, tal com es mostra al dibuix.
Una vegada que ha passat tota la sorra d'un bulb a un altre, acaba la mesura del temps requerit i es pot observar que s'han quedat alguns grànuls a la part superior i una petita muntanya de sorra a la part inferior, que s'esvaeix al més lleu moviment. Donada la simetria del rellotge de sorra, si es desitja, se li dona volta una vegada més, i la sorra torna a fluir com abans per a mesurar un altre lapse de temps com l'anterior, o bé es posterga aquesta operació a un altre moment convenient.

## Material
Mentre que alguns rellotges de sorra en realitat van fer ús de sorra com la barreja granular per mesurar el temps, molts no feien servir sorra en absolut. El material utilitzat a la majoria de les bombetes consistia en una combinació de "pols, òxids de marbre, estany/plom, i closca d'ou cremada i polvoritzada". Amb el temps, les diferents textures de la matèria granular van ser sent provades per determinar quins proporcionaven el flux més constant dins dels bulbs. Més tard es va descobrir que per aconseguir el flux perfecte, la proporció de grànul a l'amplada del coll del bulb havia de ser 1:12 o més, però no més gran que 1:2 en relació al coll de la bombeta.

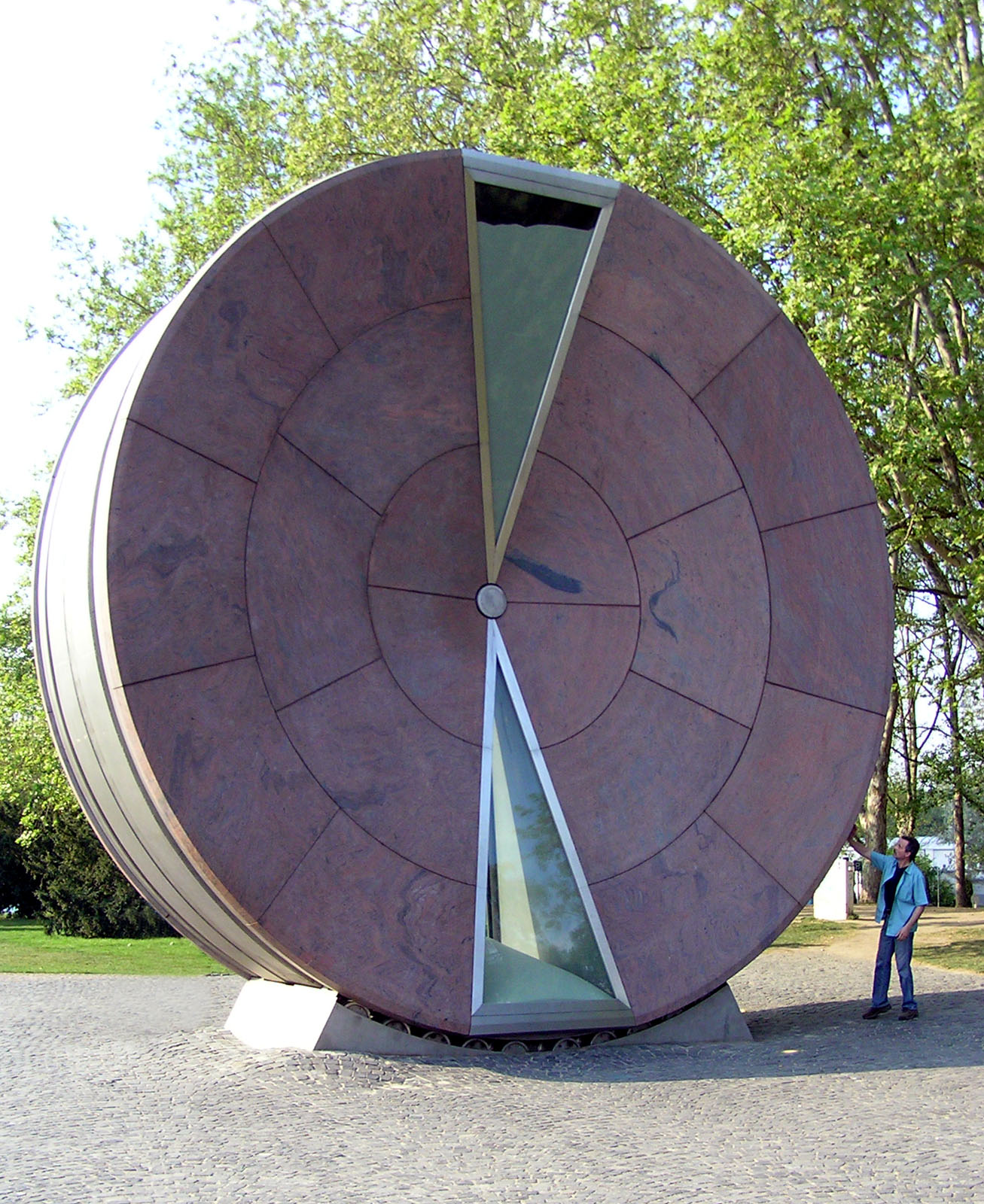
La Roda del temps a Budapest

## Els més grans rellotges de sorra
La mida d'un rellotge de sorra no és precisament la qualitat més decisiva a l'hora de determinar el temps en què la sorra flueix d'un receptacle a l'altre. Tanmateix, perquè això duri diversos dies o setmanes, el rellotge ha de ser força gran. Dos d'aquests gegants són la Roda del Temps a Budapest i el rellotge de sorra del Museu de Sorra de Nima, al Japó. Amb una alçada de vuit i sis metres i un temps de recorregut d'un any respectivament, es troben entre els rellotges més grans del món. Un altre gegantí s'exhibeix a la Plaça Roja de Moscou des de juliol de 2008. Amb una altura d'11,90 m. un pes de quaranta tones és, probablement, el rellotge de sorra més gran del món. Els dos recipients de vidre del rellotge són tan grans, que en el seu interior es podria posar perfectament un automòbil d'uns 5 m de llarg.
El rellotge de sorra més petit del món només mesura 2,4 cm de llarg. Va ser fabricat el 1992 a la ciutat d'Hamburg, i necessita una mica menys de cinc segons perquè la sorra passi d'un bulb a l'altre.

## Simbologia

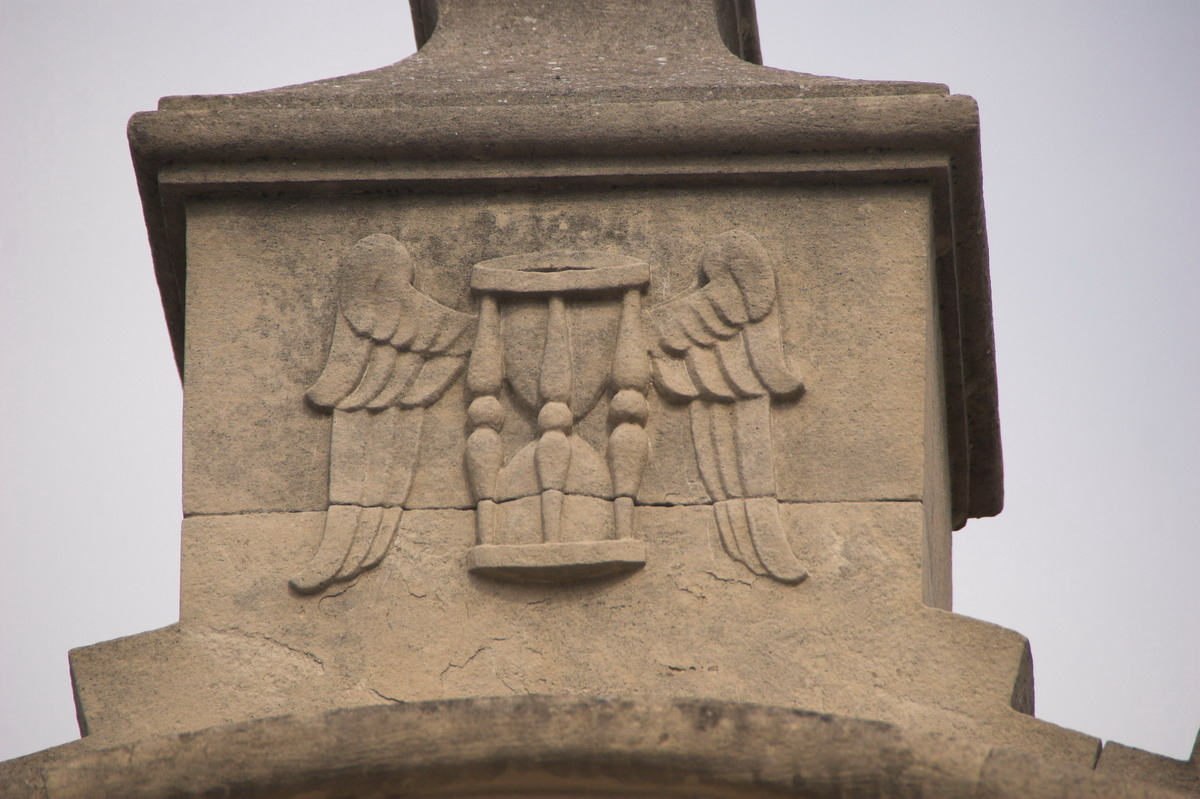
Tempus fugit en un mausoleu

El rellotge de sorra té valor simbòlic perquè és l'instrument que més visiblement representa el flux constant del temps. Un rellotge de sorra, amb el bulb superior gairebé ple de sorra, representa l'inici de la vida, amb poc menys de la meitat de sorra en el bulb inferior, l'edat adulta, i amb poca sorra el bulb superior, la proximitat de la mort.
Era comú trobar-estampat en les banderes dels pirates, sota la calavera, com a símbol de l'existència fugaç de l'home.
Simbolitzen la brevetat de la vida, és l'expressió plàstica del tempus fugit literari: la mort, símbol al seu torn de la fugacitat del temps i de la vida. Algunes representacions simbòliques de la mort presenten el clàssic esquelet cobert amb túnica negra que, en una de les mans, porta un rellotge de sorra.
En informàtica, simbolitza que el processador està ocupat emprant temps en processar una ordre. Unicode té un símbol de rellotge de sorra a U+231B (⌛).